# تای وو
تای وو(چینی:太戊) زاده شده با نام زی می(چینی:子密) یا زی زو(چینی:子伷) بر اساس سنن و روایات، شاهی بود از شاهان دودمان شانگ در چین.
سیما کیان، تاریخنگار و نویسنده هان، در کتاب شیجی، او را نهمین پادشاه شانگ دانسته است که پس از برادرش یونگ جی(چینی:太庚) در سال گوئیسی(چینی:癸巳) در تختگاه بو(چینی:亳) به شاهی نشسست و یی شه و چنهو(چینی:伊陟 و 臣扈 ) وزرای او بودند. او هفتاد و پنج سال فرمان راند؛ پس از مرگ به وی عنوان تای وو گفته شد. پس از مرگ وی، برادرش، زونگ دینگ به پادشاهی رسید.
کتیبه نگاری بر استخوان و لاک لاک پشتان، جیا گو ون که در یینگسو کشف شده اند، او را هفتمین شاه شانگ دانسته است.